# Gekonsult
Gekonsult var ett av Stockholms kommun helägd konsultföretag i bolagsform vars verksamhet var ”att inom Storstockholmsområdet ombesörja projekteringsarbeten och byggnadsadministration i fråga om större statsbidragsberättigade trafikbyggen”.  

## Historik

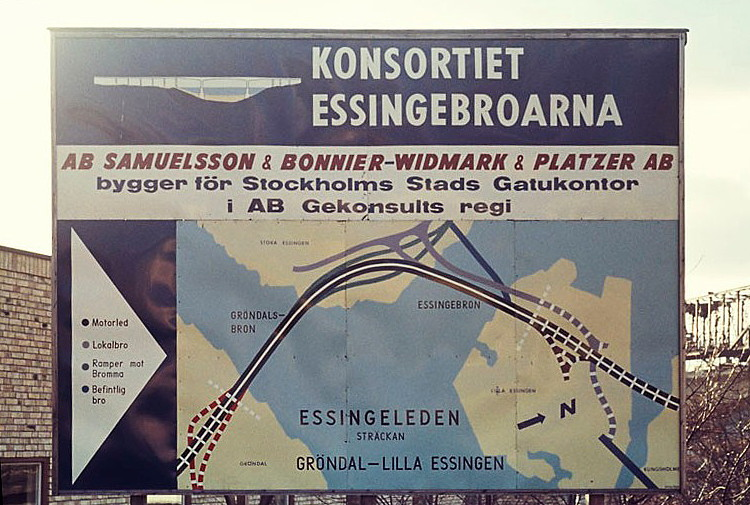
Byggskylt för Essingeledens delavsnittet Gröndalsbron – Essingebron, 1964-1965.
”I AB Gekonsults regi”.

I enlighet med gatunämndens beslut den 29 december 1959 inköptes ett färdigbildat bolag, AB Samos, som den 12 februari 1960 omregistrerades under namnet AB Gekonsult. Främsta anledning var att svara för genomförandet av bygget för Essingeleden i Stockholm. Projekt Essingeleden var vid tiden Sveriges största vägbyggnadsprojekt och föll under Stockholms stads gatukontorets ansvarsområde. Eftersom gatukontoret redan hade stor arbetsbelastning bildades därför Gekonsult. Bolagets första ledning bestod av Helge Berglund (ordförande i styrelsen) och Carl Ehrman (verkställande direktör). En av de personer som byggde upp Gekonsult var överingenjör Arne Dufwa som ledde projekteringsavdelningen åren 1960 till 1964.
Det fanns fyra avdelningar:
- Projekteringsbyrån
- Konstruktionsbyrån
- Entreprenadavdelningen
- Byggledning och kontroll

Gällande Essingeleden arbetade Gekonsult med utformning av anbudshandlingar, projektering och konstruktion av broar och viadukter. Till arbetsuppgifterna hörde även upphandling av delentreprenader, byggadministration och kontroll. Förutom egen personal anlitade Gekonsult andra kommunala organ. Gekonsult hade även extern hjälp i form av konsulterande arkitekt- och konstruktionsföretag.
Bland Gekonsults vägprojekt fanns:
- Essingeleden
- Rålambshovsleden
- Huvudstaleden
- Tyresövägen
- Nya Lidingöbron

Efter att antal stora vägprojekt minskat under 1970-talet avvecklades Gekonsult vid årsskiftet 1980/1981 och verksamheten integrerades i gatukontoret.